# Озёрки (озеро, Поставский район)
Озёрки (бел. Азёркі) — озеро в Поставском районе Витебской области Белоруссии. Относится к бассейну реки Мяделка.

## Описание
Озеро Озёрки располагается в 3 км к северу от города Поставы и в 2 км к северо-востоку от деревни Забродье, посреди лесного массива Поставская Дача.
Площадь поверхности озера составляет 0,077 км², длина — 0,58 км, наибольшая ширина — 0.32 км. Длина береговой линии — 2,4 км. Наибольшая глубина — 3,2 м, средняя — 1,8 м. Объём воды в озере — 0,00014 млн м³.
Склоны котловины высотой до 2 м, покрытые лесом. Южный и восточный склоны используются под сельскохозяйственные угодья. Берега низкие, песчаные, поросшие лесом и кустарником. Мелководье узкое (в северо-западной части озера обширное), песчаное. На глубине дно илистое.
В озере обитают лещ, щука, плотва, карась, линь, окунь и другие виды рыб.
Водоём является популярным местом отдыха.